# Болест на Кройцфелд – Якоб
Болестта на Кройцфелд – Якоб (CJD), известна още като подостра спонгиформна енцефалопатия или неврокогнитивно разстройство, дължащо се на прионна болест, е фатално дегенеративно мозъчно разстройство. Ранните симптоми включват проблеми с паметта, промени в поведението, лоша координация и зрителни нарушения. По-късните симптоми включват деменция, неволеви движения, слепота, слабост и кома. Около 70% от хората умират в рамките на една година след поставянето на диагнозата. Името болест на Кройцфелд – Якоб е въведено от Валтер Шпилмайер през 1922 г., на името на немските невролози Ханс Герхард Кройцфелд и Алфонс Мария Якоб.
CJD се причинява от вид анормален протеин, известен като прион. Инфекциозните приони са неправилно нагънати протеини, които могат да доведат до неправилно нагъване на нормално сгънати протеини. Около 85% от случаите на CJD възникват по неизвестни причини, докато около 7,5% от случаите са наследени от родителите на дадено лице по автозомно доминантен начин. Излагането на мозъчна или гръбначна тъкан от заразено лице може също да доведе до разпространение. Няма доказателства, че спорадичният CJD може да се разпространи сред хората чрез нормален контакт или кръвопреливане, въпреки че това е възможно при вариант болест на Кройцфелд – Якоб. Диагнозата включва изключване на други потенциални причини. Една електроенцефалограма, гръбначния кран, или магнитен резонанс може да подпомогне диагностицирането.
Няма специфично лечение за CJD. Опиоидите могат да се използват за облекчаване на болката, докато клоназепам или натриев валпроат могат да помогнат при неволни движения. CJD засяга около един на милион души годишно. Началото обикновено е около 60-годишна възраст. Състоянието е описано за първи път през 1920 г. Класифицира се като вид трансмисивна спонгиформна енцефалопатия. Наследеният CJD представлява около 10% от случаите на прионно заболяване. Спорадичната CJD е различна от спонгиформната енцефалопатия по говедата (болест на луда крава) и вариант болест на Кройцфелд – Якоб (vCJD).
|  | Тази страница частично или изцяло представлява превод на страницата Creutzfeldt–Jakob disease в Уикипедия на английски. Оригиналният текст, както и този превод, са защитени от Лиценза „Криейтив Комънс – Признание – Споделяне на споделеното“, а за съдържание, създадено преди юни 2009 година – от Лиценза за свободна документация на ГНУ. Прегледайте историята на редакциите на оригиналната страница, както и на преводната страница, за да видите списъка на съавторите. ВАЖНО: Този шаблон се отнася единствено до авторските права върху съдържанието на статията. Добавянето му не отменя изискването да се посочват конкретни източници на твърденията, които да бъдат благонадеждни. |